# Adolf Busch
Adolf Busch (Siegen, Vestfália, 8 de agosto de 1891 — Guildford, Vermont, 9 de junho de 1952) foi um violinista e compositor alemão, irmão de Fritz Busch.
Estudou violino com seu pai e mais tarde com Willy Hess e Bram Eldering. Também estudou composição com Fritz Steinbach e Hugo Grüters. Em 1913 fundou o Wiener Konzertvereins-Quartet e no final da década de 1930 fundou o Busch Chamber Players na Inglaterra, grupo de câmara que durou até sua morte e cuja interpretação dos Concertos de Brandenburgo de Johann Sebastian Bach foi muito admirada. Também trabalhou assiduamente com o pianista Rudolf Serkin, em dueto, trio e em grupos de câmara. Abandonou a Alemanha antes do auge do nazismo. Em 1950, fundou o Marlboro School of Music em Vermont, Estados Unidos. Foi, entre outros, maestro de Yehudi Menuhin.

## Obra
Destacam-se as suas interpretações como solista dos concertos de Ludwig van Beethoven e Johannes Brahms, onde demonstrou sua qualidade técnica e musical. Também se destacou como intérprete de música de câmara.